# Frederick Forsyth
Frederick Forsyth (Ashford, 25 agosto 1938 – Jordans, 9 giugno 2025) è stato uno scrittore e giornalista britannico, noto come autore di spy-story come Il giorno dello sciacallo, I mastini della guerra, Dossier Odessa, Il pugno di Dio e Il quarto protocollo.

## Biografia
Nato ad Ashford, nel Kent, Forsyth frequentò la Tonbridge School e in seguito l'Università di Granada, in Spagna. Durante il servizio militare all'età di 19 anni divenne uno dei più giovani piloti di caccia de Havilland DH.100 Vampire che la Royal Air Force abbia mai avuto. Lasciò l'aviazione nel 1958. Quindi diventò un giornalista: trascorse tre anni e mezzo lavorando per un piccolo giornale, prima di venire assunto dalla Reuters nel 1961 come corrispondente da Parigi, e successivamente in Germania Ovest e Cecoslovacchia. Nel 1965 passò alla BBC come reporter, sia in radio che in televisione. In quel periodo preparò le bozze per i suoi primi due romanzi: Il giorno dello sciacallo e Dossier Odessa. Durante la guerra in Nigeria si recò in Biafra per conto della BBC, ove rimase fino alla fine del 1967. Sul posto conobbe la realtà dei mercenari, che poi descrisse nel libro I mastini della guerra.
Tornato a Londra, la sua indagine sulla guerra in Biafra venne giudicata poco obiettiva, cioè di appoggio alla causa dell'indipendenza della regione, e per questo motivo egli lasciò la BBC. Nel 1968 ritornò in Biafra senza contratto, per poi trovarlo col quotidiano Daily Express e col settimanale Time. Scrisse The Biafra story per denunciare le atrocità nigeriane, e le connivenze con i governi occidentali. Nel 1970 scrisse Il giorno dello sciacallo, che nel 1972 ottenne negli USA l'Edgar Award per il romanzo thriller più venduto. Nel romanzo scrisse esattamente di come fosse possibile all'epoca crearsi una falsa identità in Inghilterra; questo espose il governo (che usava abitualmente questa possibilità) a pesanti critiche da parte dei media. Il suo metodo di scrivere i romanzi si configurò per due caratteristiche principali: l'attenzione per la dimensione internazionale e lo stampo chiaramente giornalistico tanto da far sembrare spesso i suoi libri veri e propri report; fu infatti solito documentarsi sempre minuziosamente sugli ambienti che vuole descrivere, come quando, a 71 anni, visitò l'Italia, su suggerimento del FBI per capire qualcosa di più della 'Ndrangheta.
Si impegnò in politica con gli euroscettici.

## Opere
- The Biafra story, 1969
- Il giorno dello sciacallo (The Day of the Jackal), 1971 Edgar Award 1972
- Dossier Odessa (The Odessa file), 1972
- I mastini della guerra (The dogs of war), 1974
- Il pilota (The shepherd), 1975
- L'alternativa del diavolo (The Devil's Alternative), 1979
- Emeka, 1982
- Nessuna conseguenza (No Comebacks), 1983
- Il quarto protocollo (The Fourth Protocol), 1984
- Il negoziatore (The Negotiator), 1989
- Il simulatore (The Deceiver), 1991
- Great Flying Stories, 1991
- Il pugno di Dio (The Fist of God), 1994
- Icona (Icon), 1996
- Il fantasma di Manhattan (The Phantom of Manhattan), 1999
- Il veterano e altre storie (The veteran), 2001
- Il vendicatore (Avenger), 2003
- L'Afghano, 2006
- Il cobra, 2010
- La lista nera, 2013
- L'outsider, il romanzo della mia vita, traduzione di Annamaria Raffo, Milano, Mondadori, 2015.
- La volpe (The fox), 2019

### Il fantasma di Manhattan
Il fantasma di Manhattan si può considerare il seguito del romanzo Il fantasma dell'Opera di Gaston Leroux del 1910 (da quest'ultimo è stato tratto il famoso musical The Phantom of the Opera di Andrew Lloyd Webber). Nella prefazione Forsyth spiega che è stato lo stesso Webber a spingerlo a scrivere il seguito de Il fantasma dell'Opera

## Curiosità
- Il romanzo I mastini della guerra è diventato realtà nel 2004. Un gruppo di mercenari inglesi, guidati da Simon Mann, cercarono di rovesciare il governo della Guinea Equatoriale. In cambio dei loro "servizi" l'opposizione avrebbe concesso loro lo sfruttamento di minerali del paese (proprio la stessa causa scatenante del libro). I mercenari furono arrestati in Zimbabwe. I media accostarono immediatamente il caso al libro scritto 30 anni prima.
- Il terrorista Carlos prese il soprannome di Sciacallo, dopo che venne ritrovata una copia de Il giorno dello sciacallo tra i suoi beni personali.